# Gun.Smoke
Gun.Smoke — видеоигра в жанре вертикального скролл-шутера, разработанная компанией Capcom в 1985 году для аркадного автомата. Впоследствии игра была портирована на ряд домашних и портативных игровых консолей, в числе которых: NES, FDS, ZX Spectrum, Game Boy, Amstrad CPC, MSX, PlayStation и др.
Игра сделана в жанре вестерна, её героем является охотник за головами, разыскивающий бандитов (в версии для NES героя зовут Billy Bob). Точка в названии появилась из-за опасений издателя судебной тяжбы со стороны правообладателей на радио- и телевизионное шоу под названием Gunsmoke, выходившее в эфир в 1950-1970-х годах.
Оригинальная версия игры для аркадных автоматов считалось одной из самых сложных игр Capcom.

## Сюжет (NES)
Порт для NES вышел в 1988 году и имел другое звуковое и музыкальное оформление, а также несколько отличался геймплеем. Главным отличием от аркадной версии было количество боссов (шесть вместо десяти оригинальных).
Задача игры для NES — очистить небольшой город Хиксвиль (англ. Hicksville) от банды преступников.

## Враги

Кадр из игры Gun.smoke для NES.

- Bandit Bill
- Master Winchester
- Roy Knife
- Ninja Darts
- Cutter Boomerang
- Pig Joe Dynamite
- Wolf Chief
- Goldsmith
- Los Pubro
- Fat Man
- семья Wingate
- прочие обычные бандиты

## Уровни в NES версии
1. The town of Hicksville (босс Bandit Bill)
2. The Boulders (босс Cutter Boomerang)
3. Comanchi Village (босс Devil Hawk)
4. Death Mountain (босс Ninja)
5. Cheyenne River (босс Fatman Joe)
6. Fort Wingate (босс Wingate)

## Версии
Игра была портирована на следующие консоли:
- MSX
- PlayStation 2, PlayStation Portable и Xbox как часть коллекции Capcom Classics
- PlayStation и Sega Saturn как часть Capcom Generation 4
- IBM PC как часть Capcom Arcade Hits 3
- Amstrad CPC под названием Desperado — Gun.Smoke; для этой же платформы вышло и обновление: Desperado 2
- ZX Spectrum